# أنتوني أ. مارتينو
أنتوني أ. مارتينو (بالإنجليزية: Anthony A. Martino)‏ هو ميكانيكي سيارات ورائد أعمال أمريكي، ولد في 7 يناير 1933، وتوفي في 27 يناير 2008.